# ماكس أندرسون
ماكس أندرسون (بالسويدية: Max Andersson)‏ هو سياسي سويدي، ولد في 26 أكتوبر 1973 في بلدية سولنا في السويد. حزبياً، نشط في حزب الخضر ( – 21 فبراير 2019) وPartiet Vändpunkt ‏ (21 فبراير 2019 – ). وقد انتخب عضو البرلمان السويدي ‏ عن دائرة Gothenburg Municipality (Riksdag constituency) ‏ (2 أكتوبر 2006 – 4 أكتوبر 2010) وفي انتخابات البرلمان الأوروبي 2014، انتخب عضو في البرلمان الأوروبي عن دائرة السويد ‏ لترشحه ضمن   قائمة حزب الخضر، وقد انضم خلال فترته النيابية (1 يوليو 2014 – )  للكتلة البرلمانية كتلة الخضر/التحالف الأوروبي الحر.